# Meli Park
Het Meli Park was van 21 april 1935 tot 3 oktober 1999 een pretpark in het West-Vlaamse dorp Adinkerke, uitgebaat door de producent van Melihoning.
Het hoofdthema van het park was de wereld van de bijen, en het gezoem van de insecten weerklonk door het hele Meli-domein.
De merknaam Meli werd gekozen als woordspeling op het Franse woord “miel”. Pas later bleek dat de Griekse en Hawaiiaanse woorden voor honing ook “Meli” zijn.

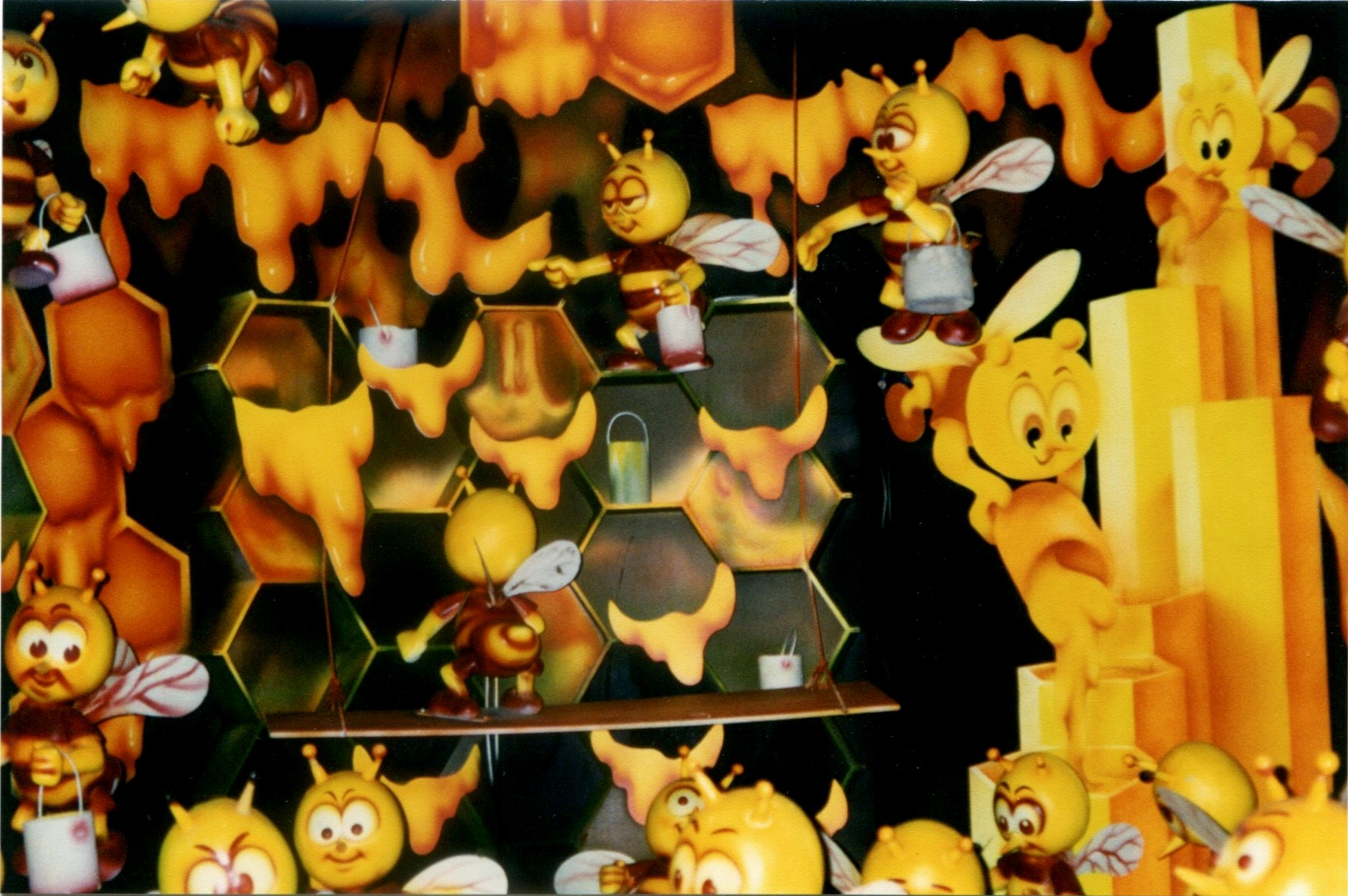
Apirama

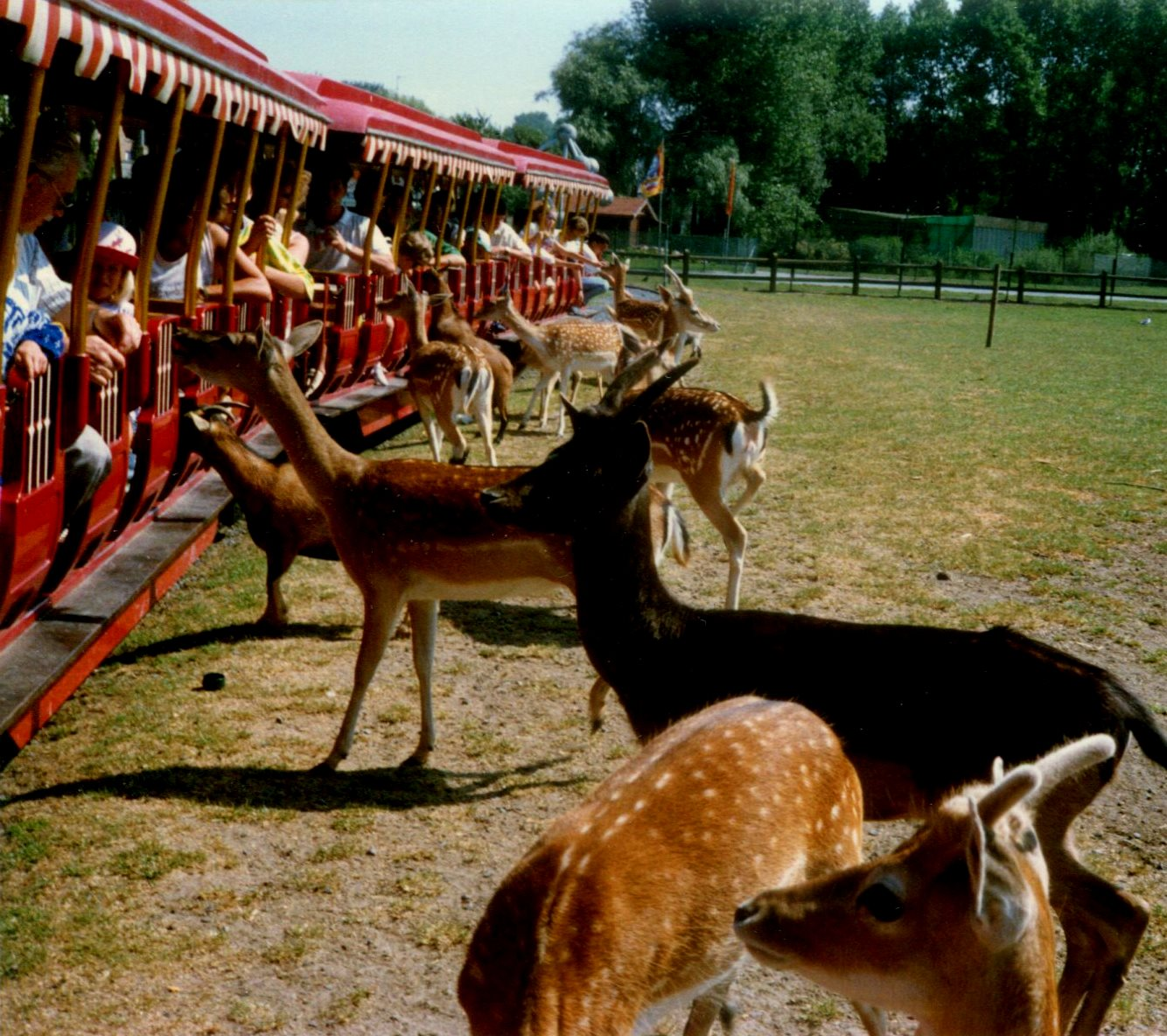
Tuff-Tuff Express

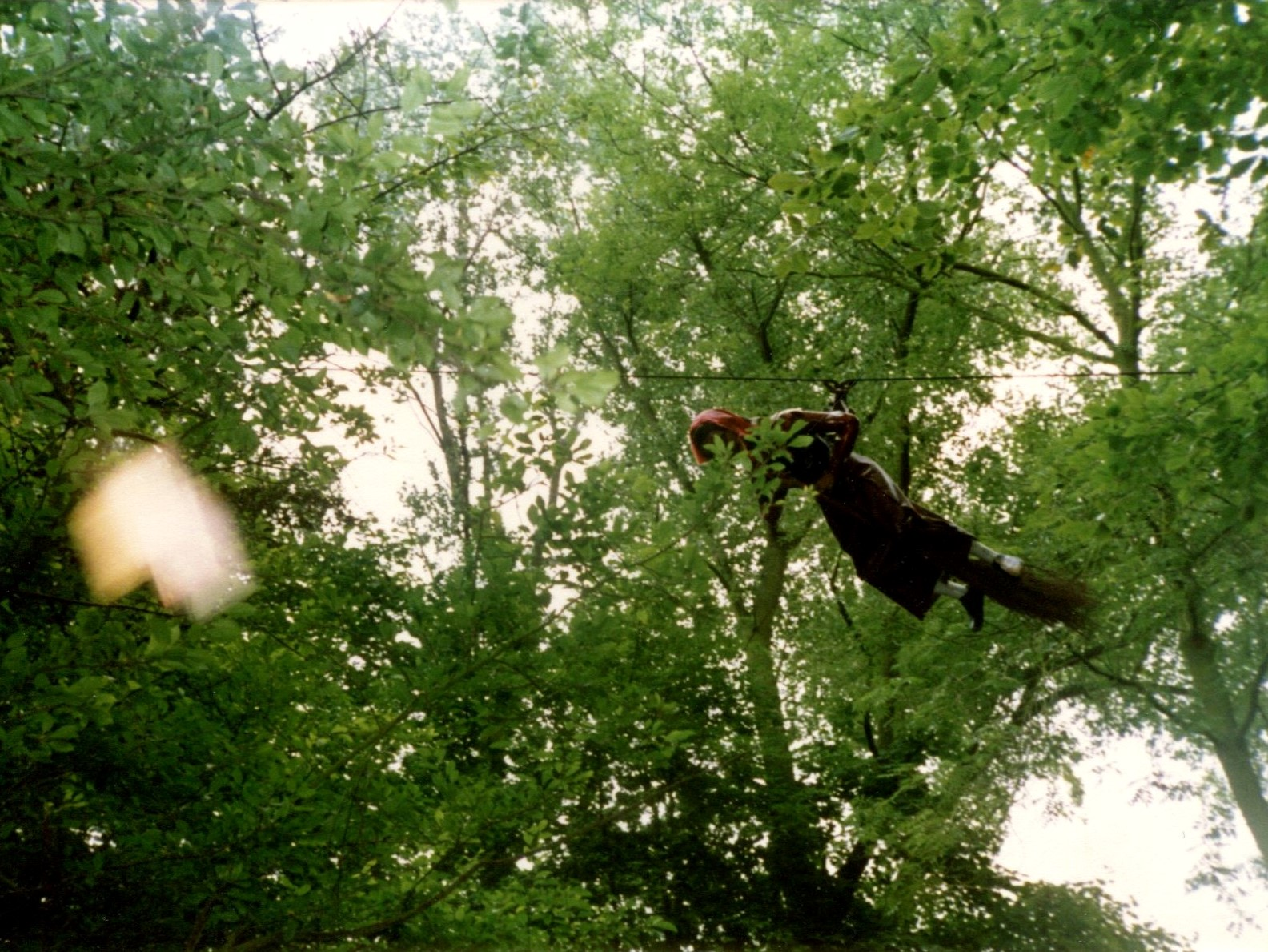
De vliegende heks

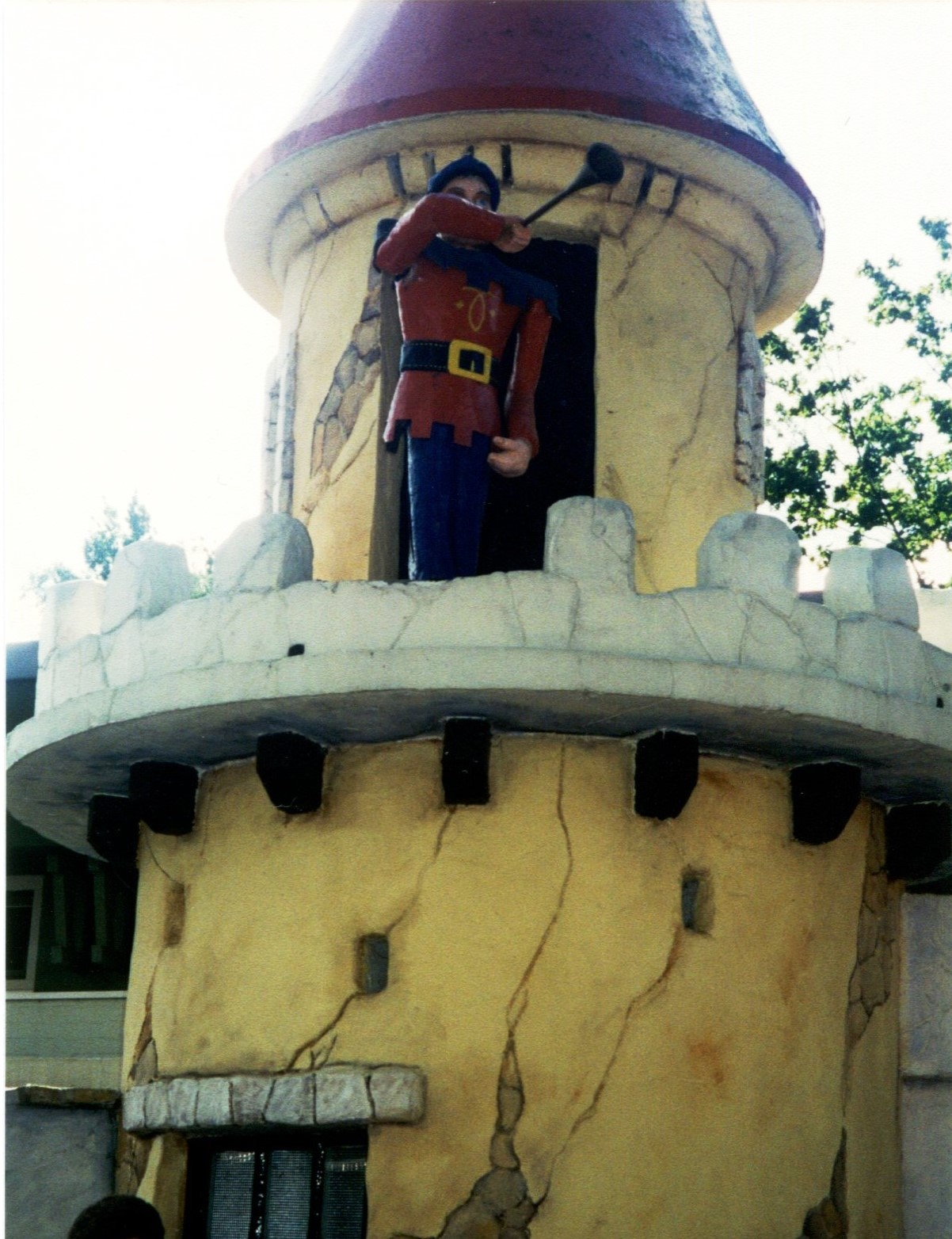
Sprookjesbos, ingang

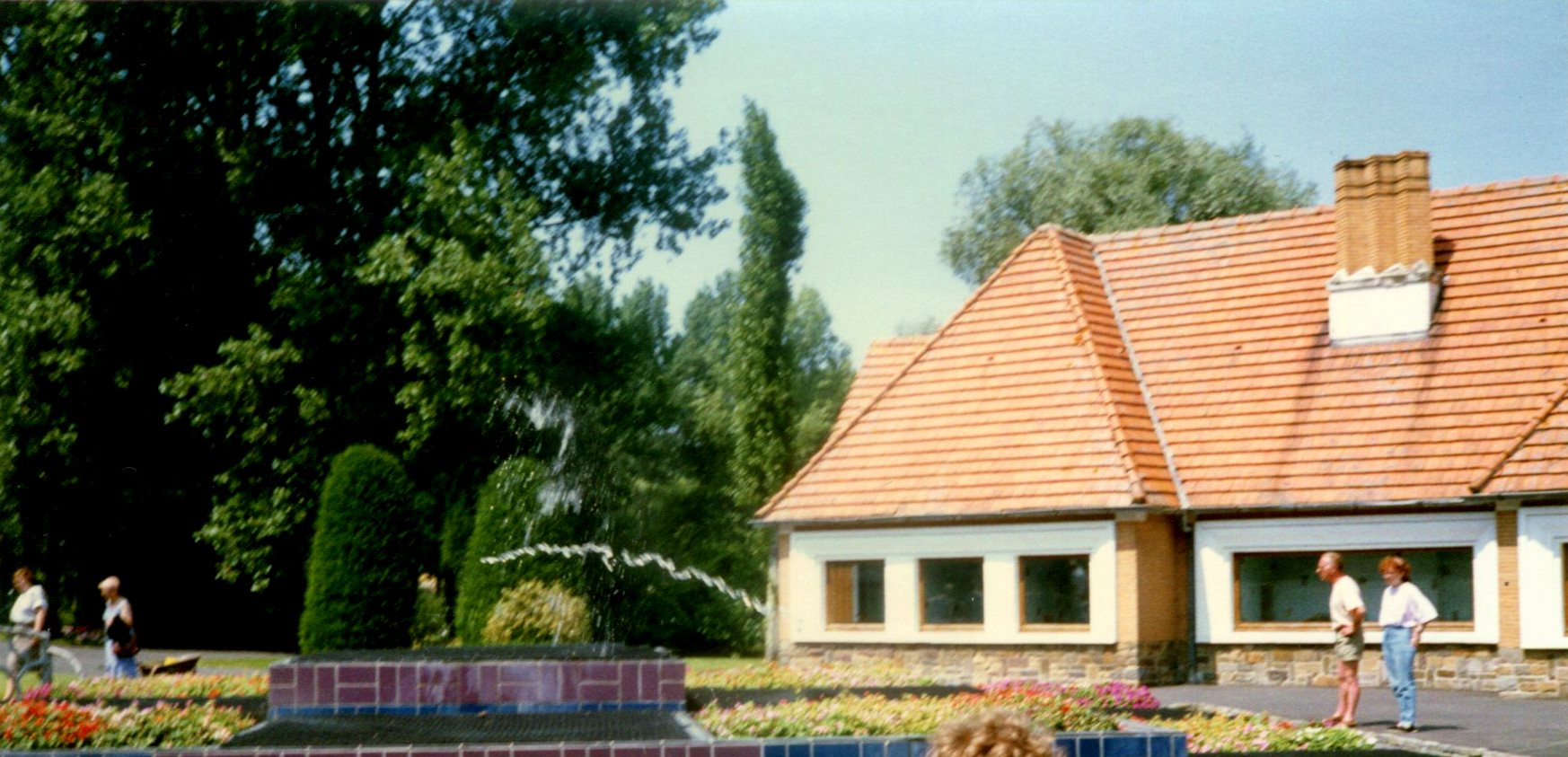
Waterpartijen

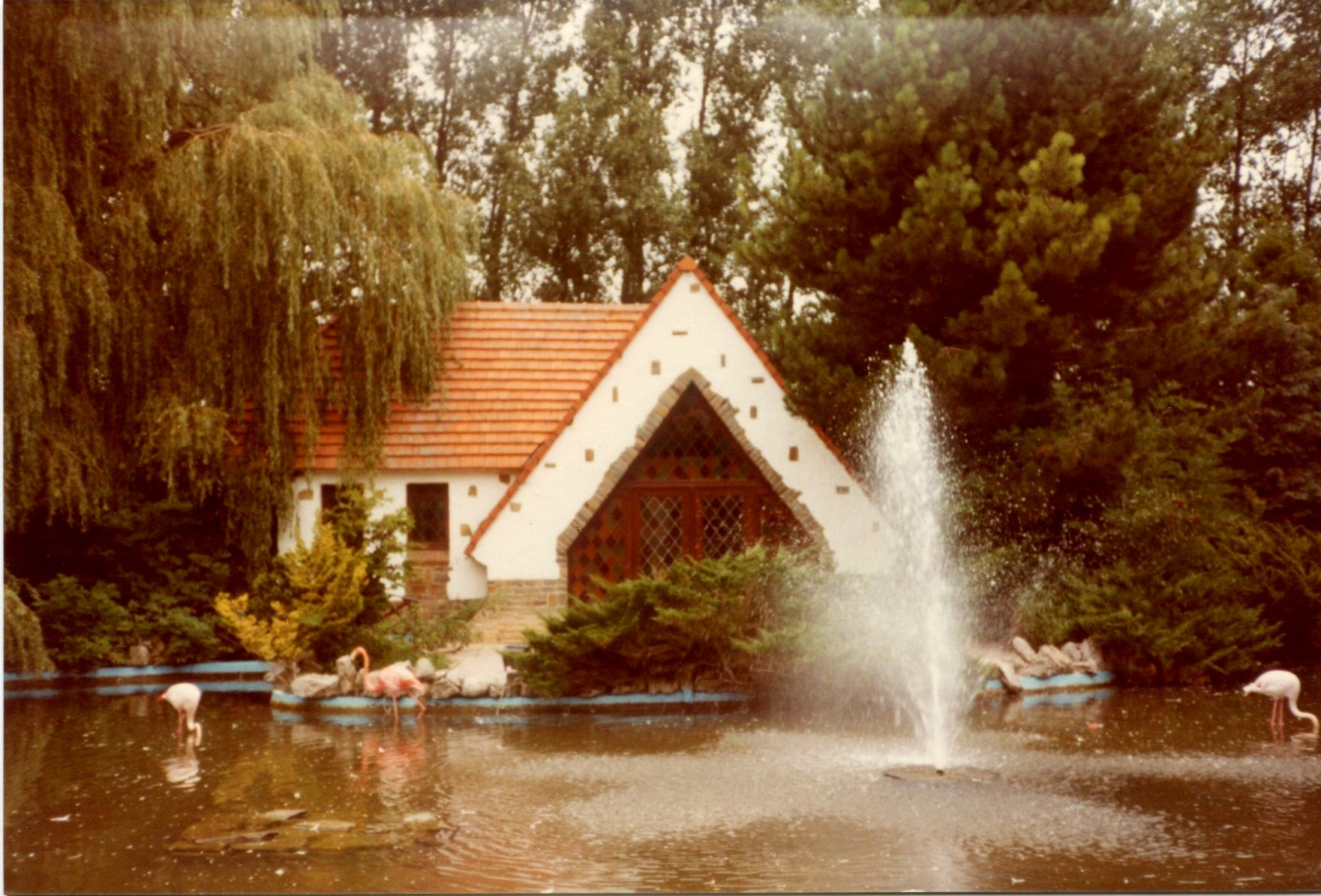
Flamingo's

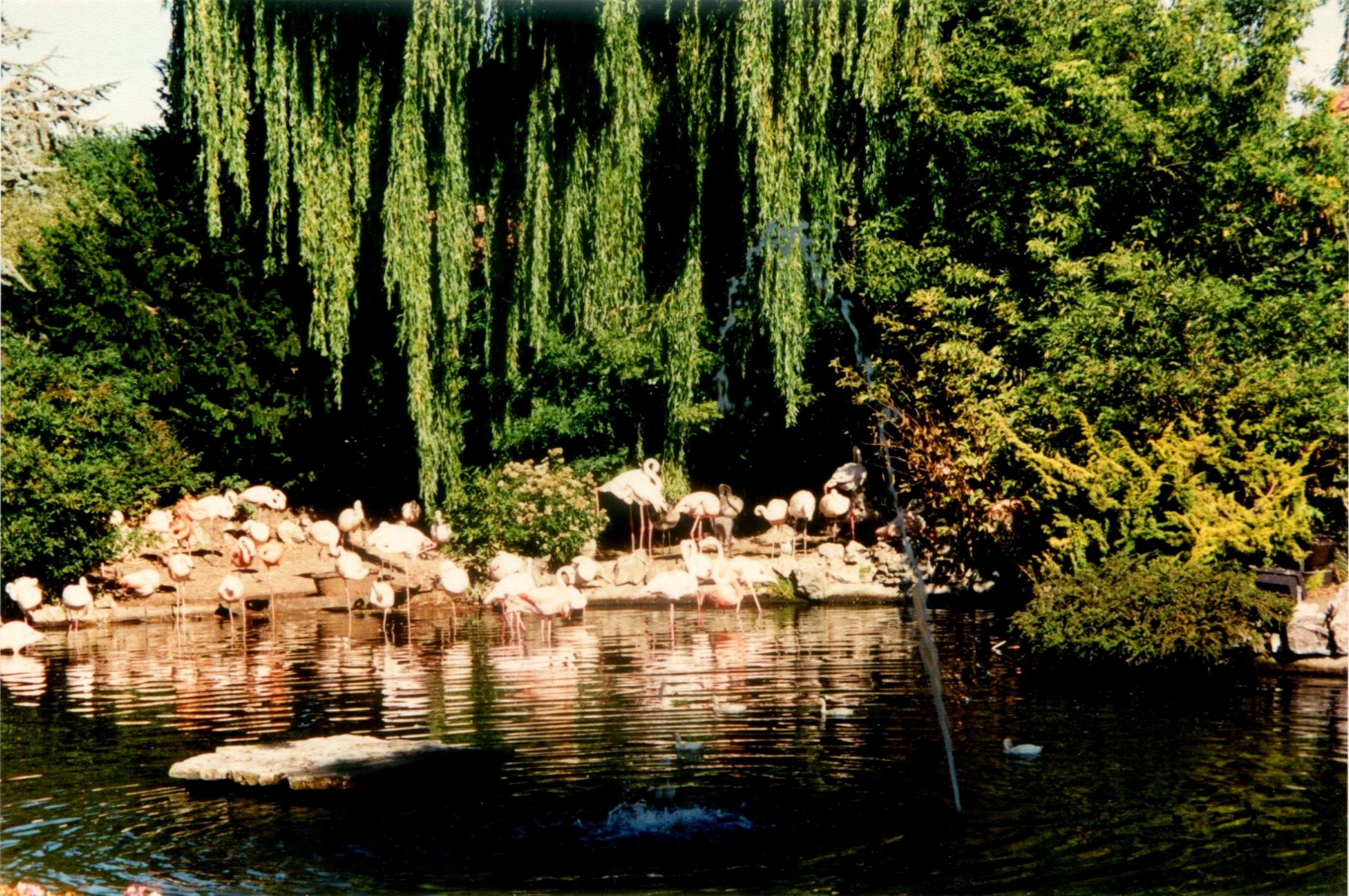
Flamingo's

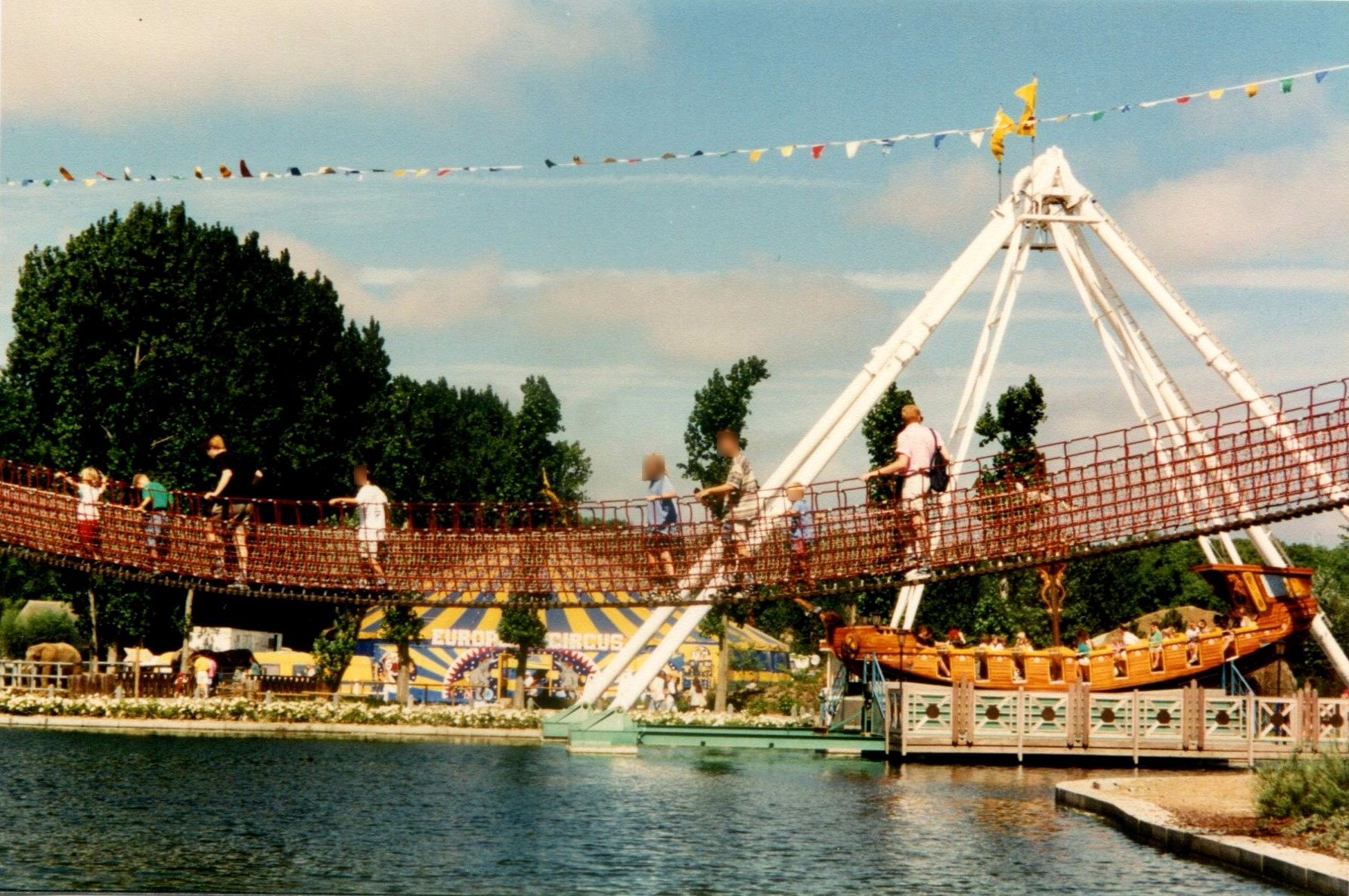
De Tibetaanse Hangbrug, Piratenboot

## Geschiedenis
Omstreeks 1934 kocht Alberic-Joseph Florizoone, een honinghandelaar uit Veurne, een stuk vruchtbare poldergrond in Adinkerke, een polderdorpje op een boogscheut van de Noordzee en de Franse grens. Op deze plaats wilde hij een ruimte creëren waar hij niet enkel zijn honing kon verkopen, maar de bezoekers ook kon vertellen over het boeiende leven van de bijen.
Op paasdag 1935 opende de Meli voor het eerst zijn deuren. Op dat moment telde het park slechts een expo- en verkoopzaal, een kleine speeltuin met een doolhof, een draaimolen en enkele dieren. Toch kwamen mensen van heinde en verre om de beroemde imker aan het werk te zien en het "oord van ontspanning met educatieve waarde" eens gezien te hebben.
Op 28 juni 1952 stelde Alberic Florizoone zijn "nieuwe" Meli voor. Het park werd uitgebreid met een vogeltuin voorzien van waterpartijen, bruggetjes, het Sprookjesbos en een gloednieuw hoofdgebouw. Flamingo's, pelikanen, felgekleurde papegaaien en vele andere vogels namen er hun intrek. Ook dat bleek een succes.
Florizoone kon een paviljoen van Meli bouwen op de Wereldtentoonstelling van 1958 in Brussel, dat later werd uitgebouwd tot Meli Heizel, een filiaal van het park in Adinkerke.
In 1979 werd het park slachtoffer van een grote brand en door de komst van andere pretparken als Walibi in Waver en Bobbejaanland in Lichtaart begon het succes toentertijd wat te tanen. Daarom werd het park uitgebreid met nieuwe grotere attracties, waaronder de darkride Apirama, het schommelschip Piratenboot, het Vliegend Tapijt, de achtbanen Keverbaan en Rollerskater, de uitkijktoren Panoramic en de boomstamattractie Splash. Deze attracties bleken eveneens een succes.
In de jaren 1990 daalde het aantal bezoekers opnieuw, voornamelijk door de komst van grote en moderne pretparken zoals Disneyland Paris in 1992. Door gebrek aan investeringen raakten sommige attracties in verval.
Nadat Florizoone in 1992 was overleden, verkocht zijn familie eind 1999 het park aan Studio 100 samen met de mediagroep VMMa. In 2000 werd het park omgebouwd en heropend als Plopsaland De Panne. Later kocht Studio 100 de aandelen van VMMa over. Het park op de Heizel was al in 1987 gesloten. De naam Meli bleef alleen bestaan als merknaam voor de honing.
Aan de inkom van het vroegere Sprookjesbos werd een resterend hutje omgebouwd tot een inkijkhuisje. Hier vindt men een aantal attributen uit het vroegere Sprookjesbos en bijen uit het Apirama. Men kan hier ook een filmpje van het Meli Park zien.
Alberic Florizoone werd in 1999 postuum opgenomen in de IAAPA Hall of Fame, die alle belangrijke pioniers van de pretparkindustrie samenbrengt. Hij vertoeft er in het gezelschap van onder anderen Walt Disney.

## Attracties
- De Splash: In 1989 opende eerste minister Wilfried Martens deze nieuwe waterattractie. In het decor van een middeleeuwse burcht raasde het bootje van een hoge toren naar beneden via een waterweg, om beneden met een enorme splash te eindigen.
- De Piratenboot: Een schommelschip uit het jaar 1981 waarin 56 personen plaats konden nemen voor een wilde schommelbeurt met gegarandeerde buikkriebels en veel plezier.
- Het Vliegend Tapijt
- De Spokengilde
- Het Carioca Kinderspeelplein: speelplein geopend in 1984 met kleine attracties. Hier waren 2 speelzones: voor kinderen van 2 tot 8 jaar, en van 8 tot 12 jaar.
- Het Sprookjesbos: In 1953 opende het grootse Sprookjesbos van Meli Park. Tientallen sprookjes werden hier uitgebeeld waaronder Klein Duimpje en de reus, de prinses op de erwt, Assepoester, Roodkapje, de vliegende heks, Ali Baba en de rattenvanger van Hamelen.
- De Tuff-Tuff Express: Een rondrit doorheen het Meli Park tussen loslopende geitjes en herten, op weg naar een hangar waarin cowboys in het wilde weg schoten. Er waren 2 treintjes en men kon Zoo-koekjes kopen om de dieren te voederen. Het voederen was een attractie op zich, net zoals de dieren die zodanig tam geworden waren dat ze om de haverklap in het treintje sprongen.
- Het Apirama: deze attractie uit 1979 was de meest typische voor het Meli Park. De naam "Apirama" betekent "kijken naar de bijen". Bezoekers konden tijdens deze 8 minuten durende darkride kennismaken met het leven en activiteiten van de bijen. Men kwam diverse scènes tegen waaronder de bijenkorf, de wespenaanval, de bijenkoningin, het grote zomerfeest enzovoort. Bij de opening van deze attractie werd het Melibijtje gecreëerd en werd sindsdien het logo van Meli Park.
- De Keverbaan: een familieachtbaan bestaande uit karretjes in de vorm van lieveheersbeestjes.
- De Liegebeest-glijbaan
- Panoramic: Deze 76 meter hoge uitkijktoren stond in 1992 op de Nederlandse Floriade in Zoetermeer. Na afloop van dit evenement werd de attractie verkocht aan de Meli, die deze vanaf 1993 presenteerde.
- De Monorail
- Het vogelpark: hier kon men pelikanen en andere exotische vogels zien.
- Het reuzenrad
- Rollerskater: een achtbaan
- Wienerwals: een zweefmolen
- Jubilé: een achtbaan bestaande uit kleine karretjes.

## Kleine attracties en spelletjes
- Manneke Pis
- De terugpratende papegaai met de rode ogen
- Het spel met de waterstraal en de ballen
- Het schietkraam op het binnenplein
- Het lunapark
- De geld-ezel
- De kamelenrace: stond op de weg van het binnenplein aan de ingang naar het vliegend tapijt. Men kon er inzetten op racende kamelen.
- De Tibetaanse Hangbrug
- De bloemenverkoper: stond op de weg van het binnenplein aan de ingang naar het vliegend tapijt. Een geanimeerde verkoper hield er een bloemenstandje met bewegende bloempotjes.
- Het doolhof: een doolhof in de vorm van een zeepaardje.
- Janneke maan met de pindanoten

Tentoonstelling Meli Park, het gemeentehuis van De Panne, 2016
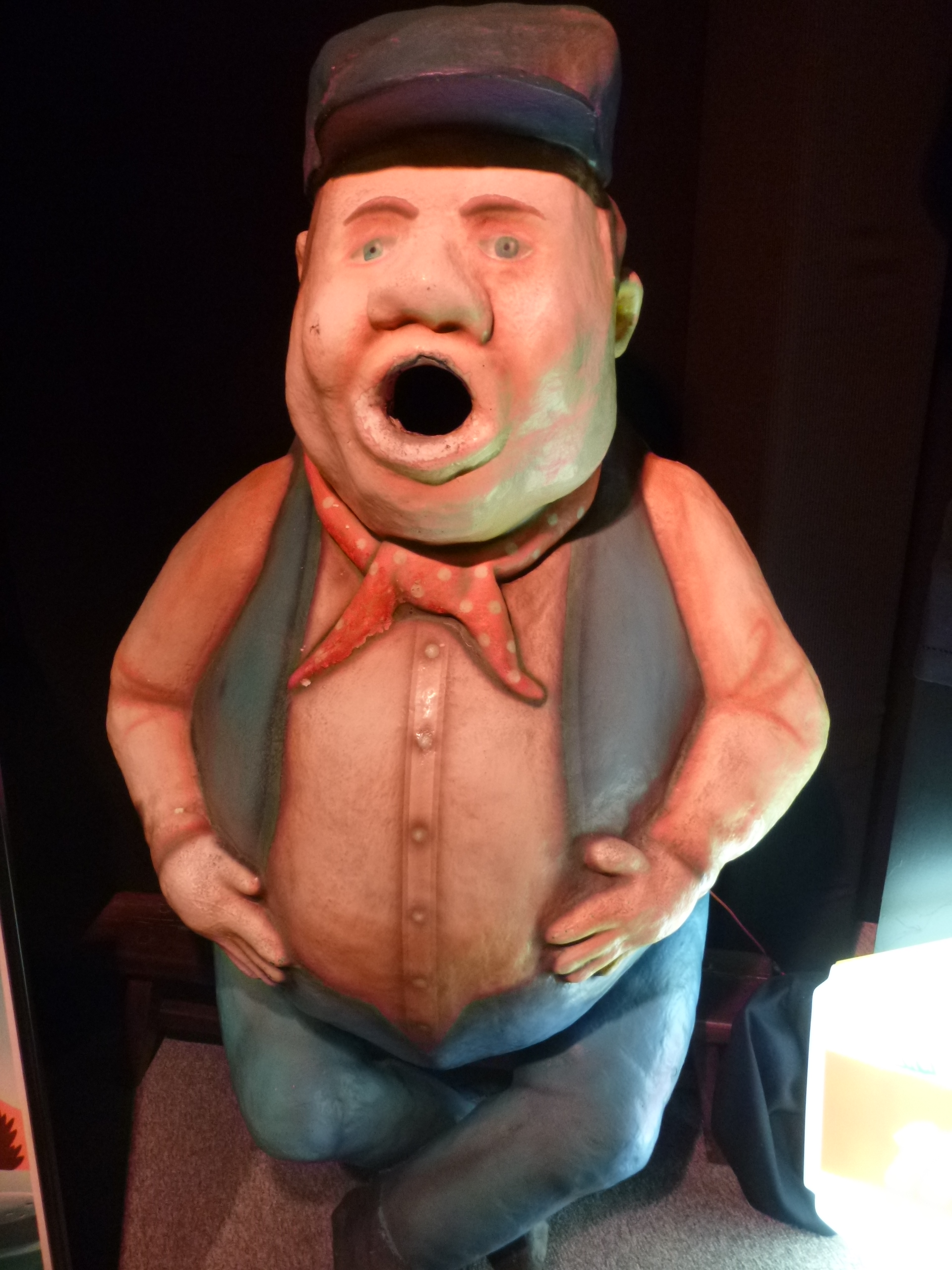
Vuilnisbak 'Papier hier'
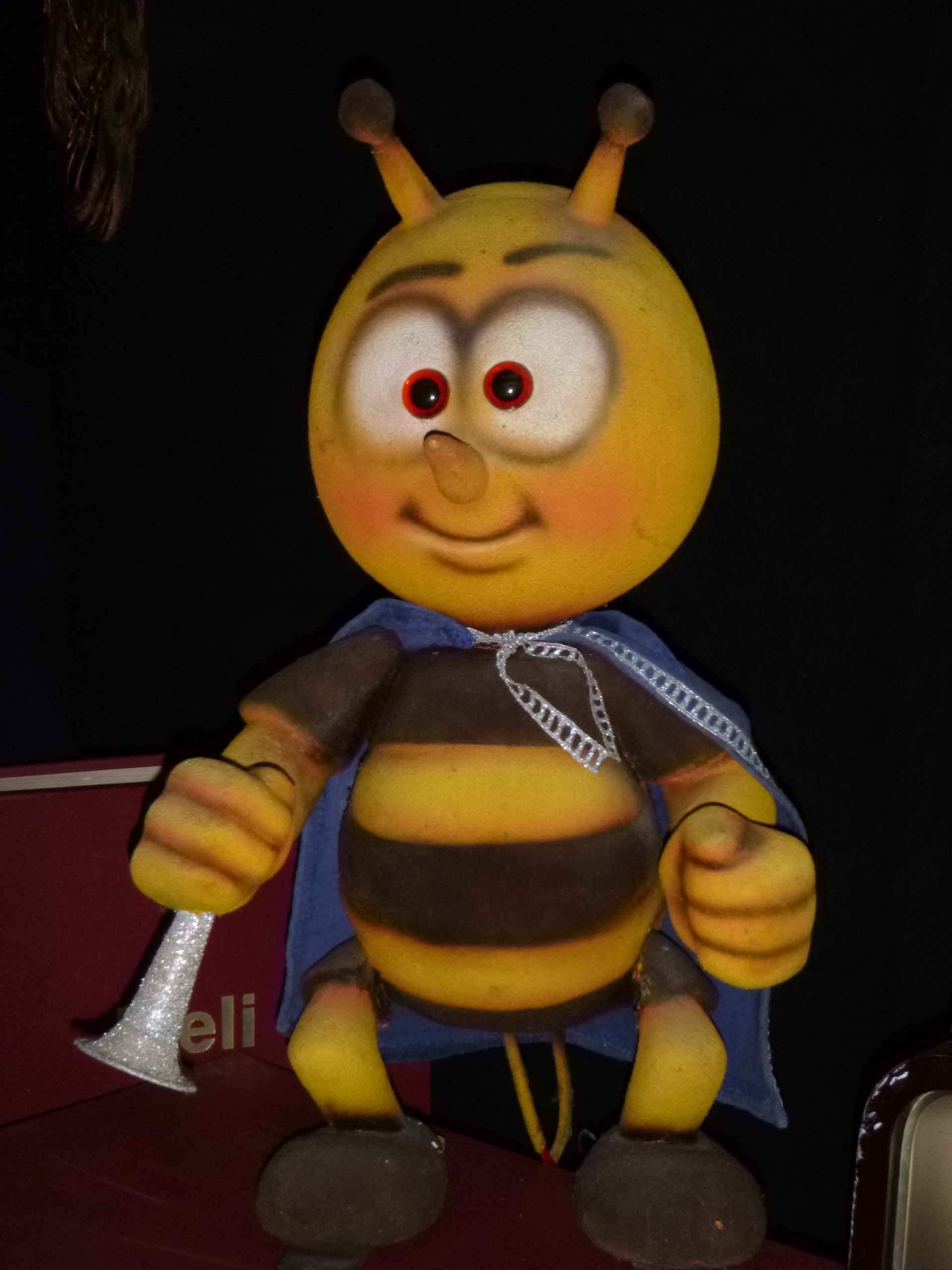
Bij, Apirama
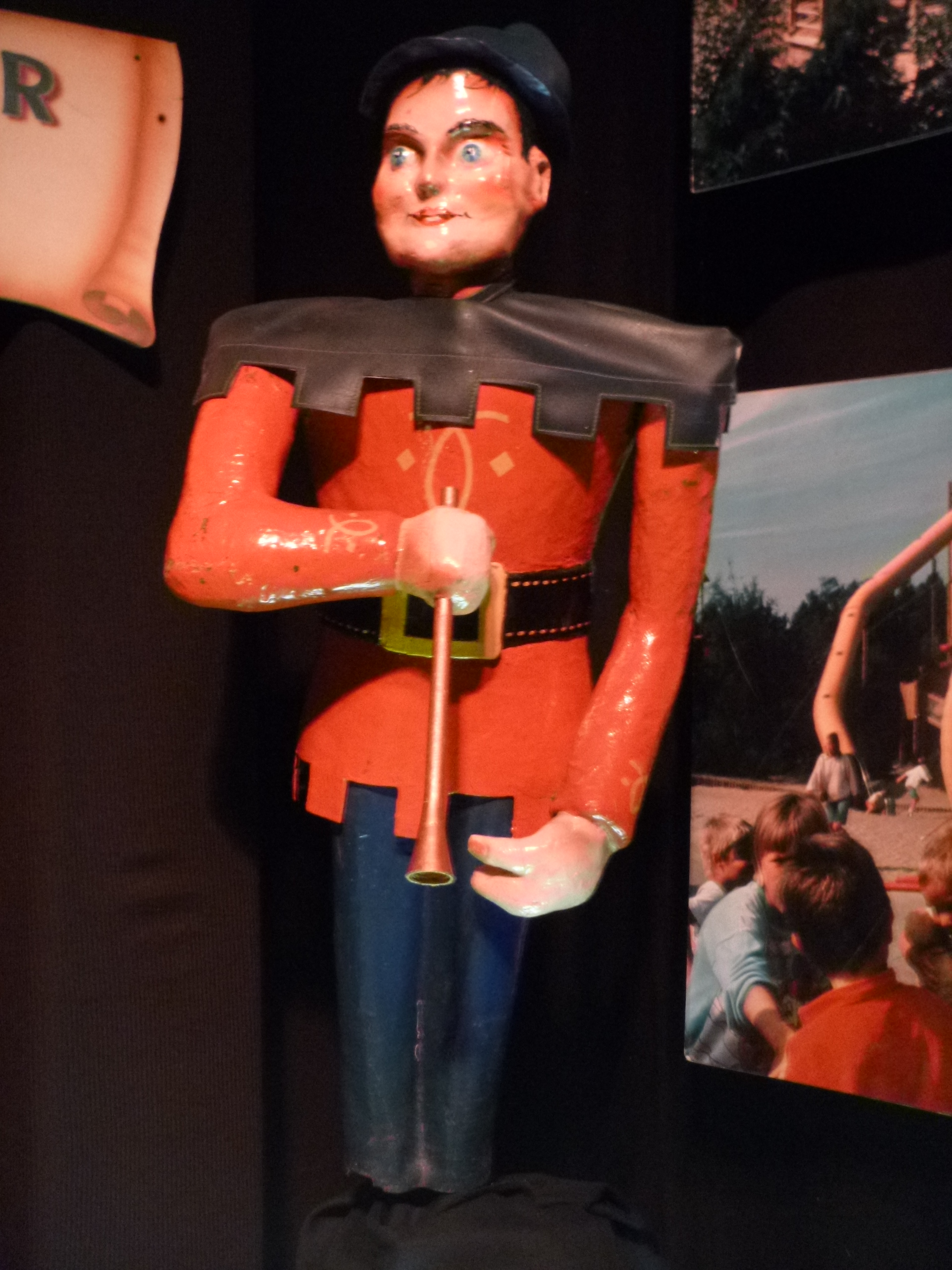
Man op de ingang van het Sprookjesbos
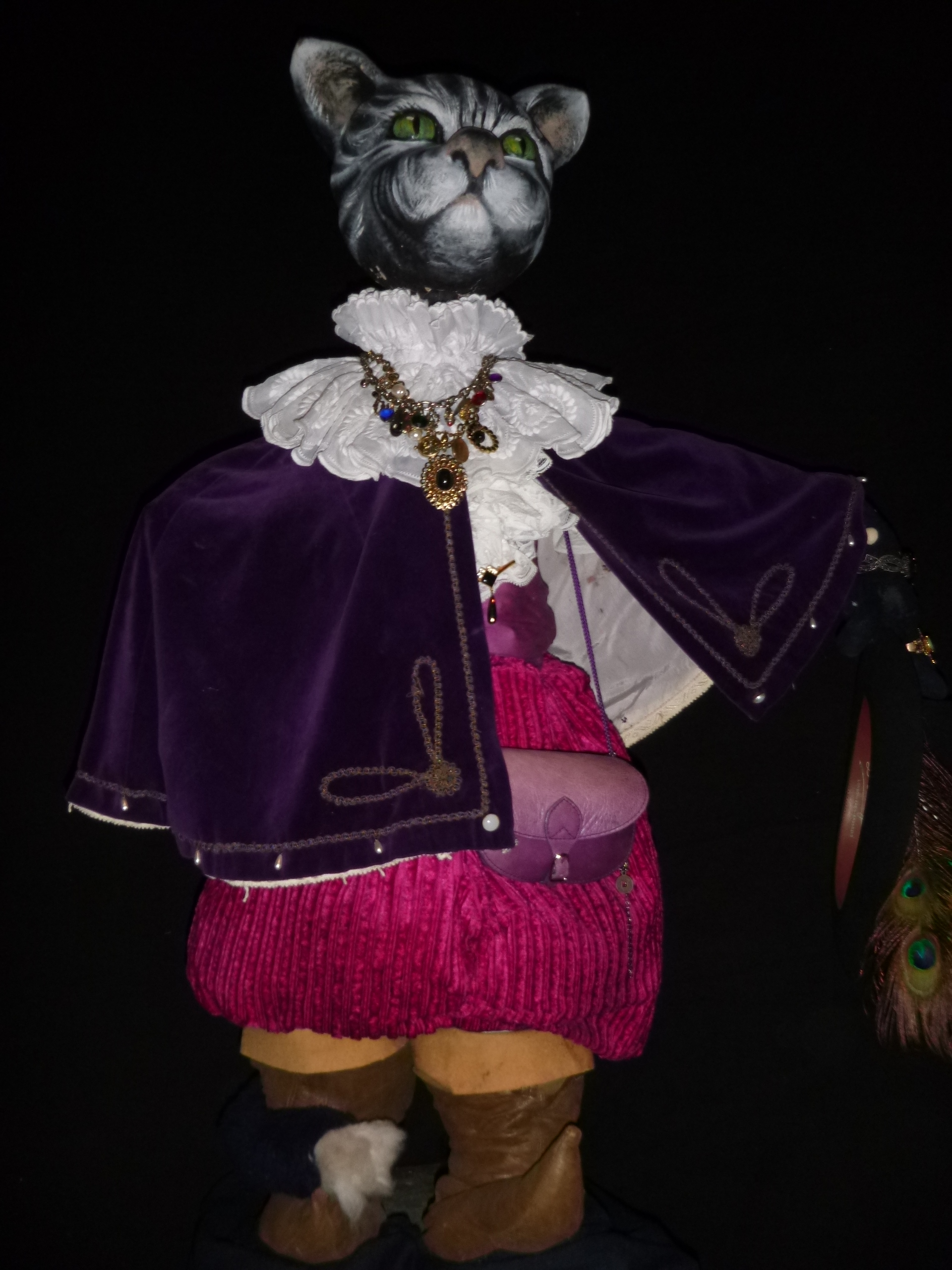
De gelaarsde kat op de ingang van het Sprookjesbos
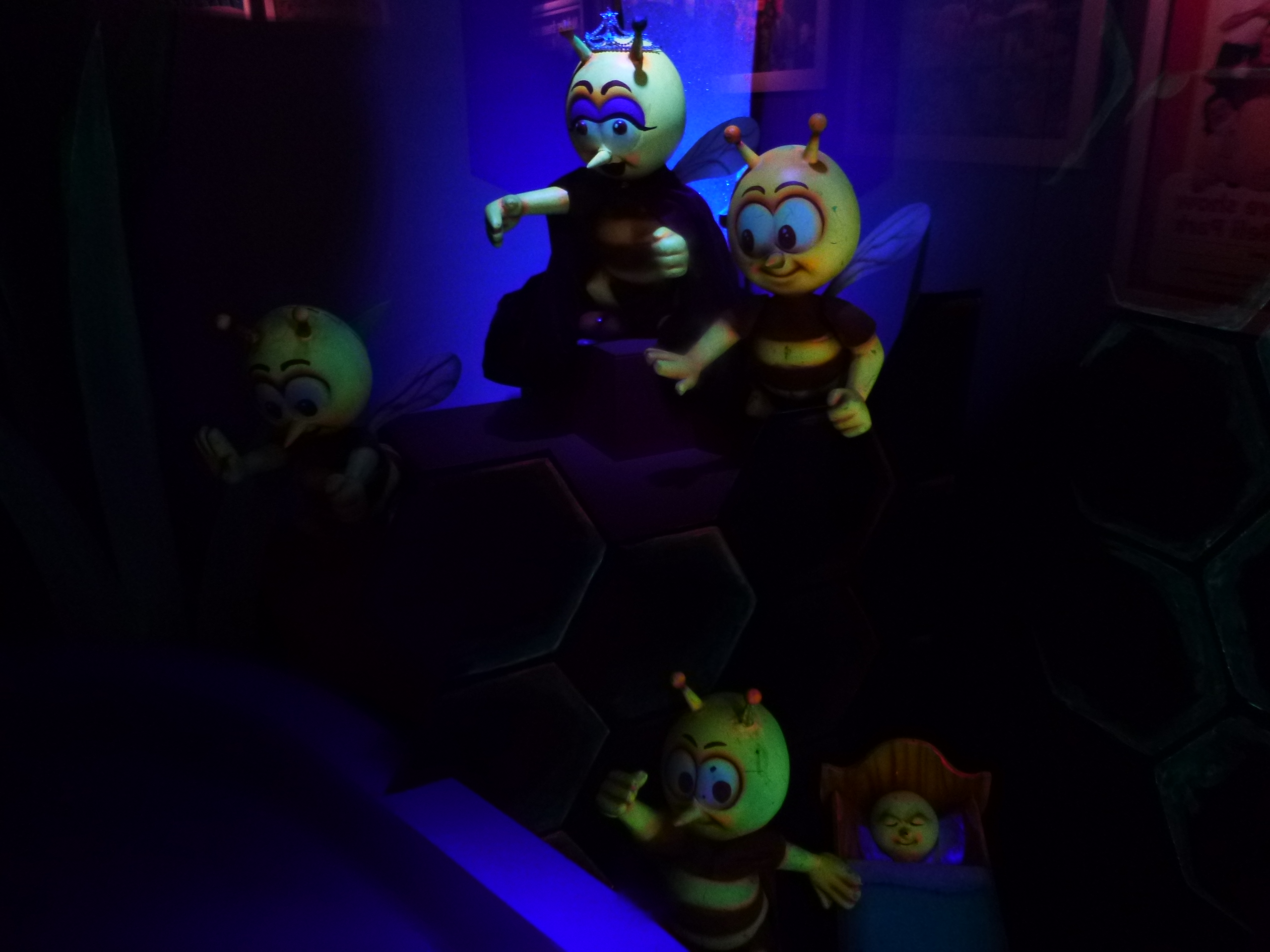
Apirama
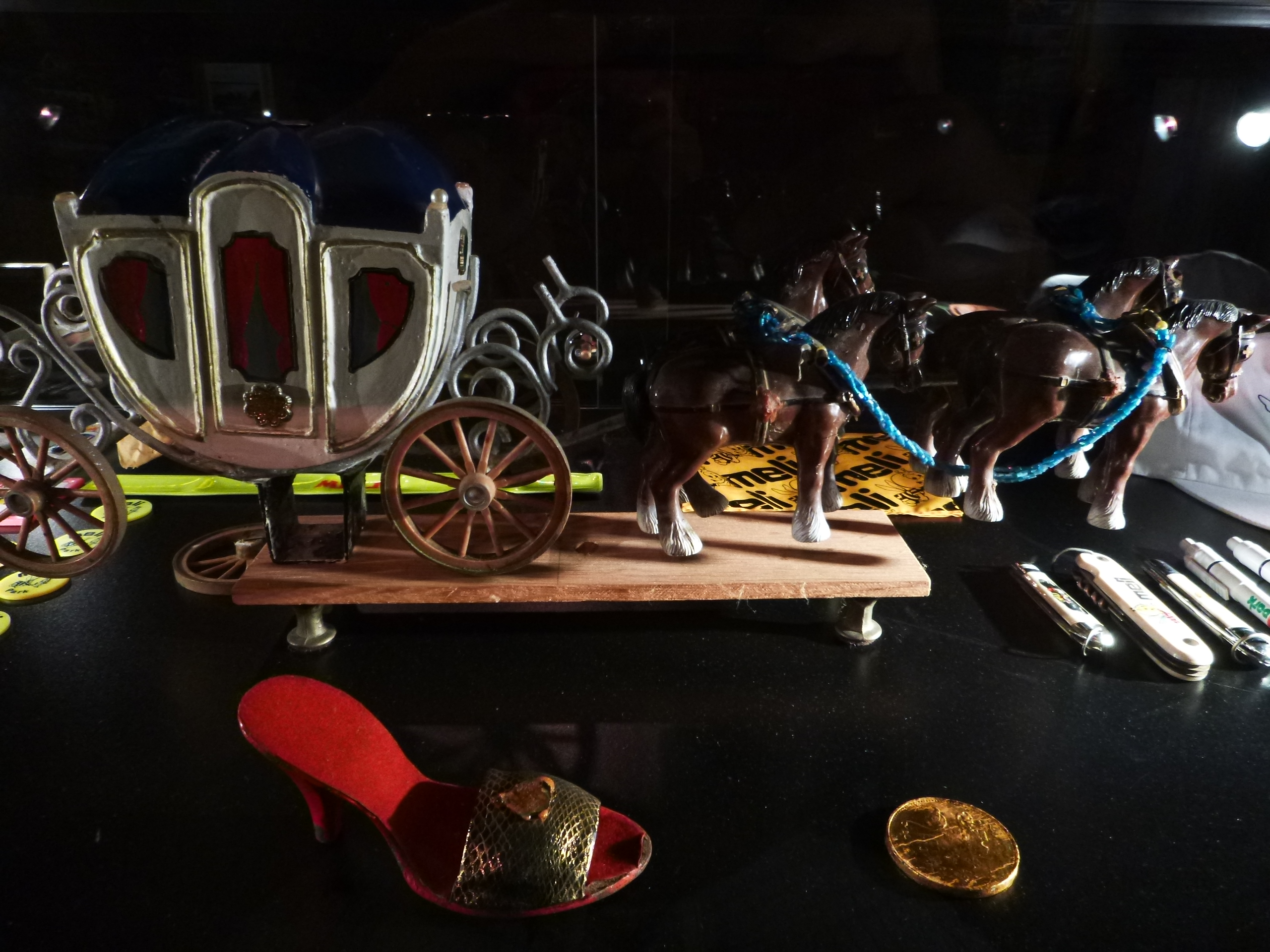
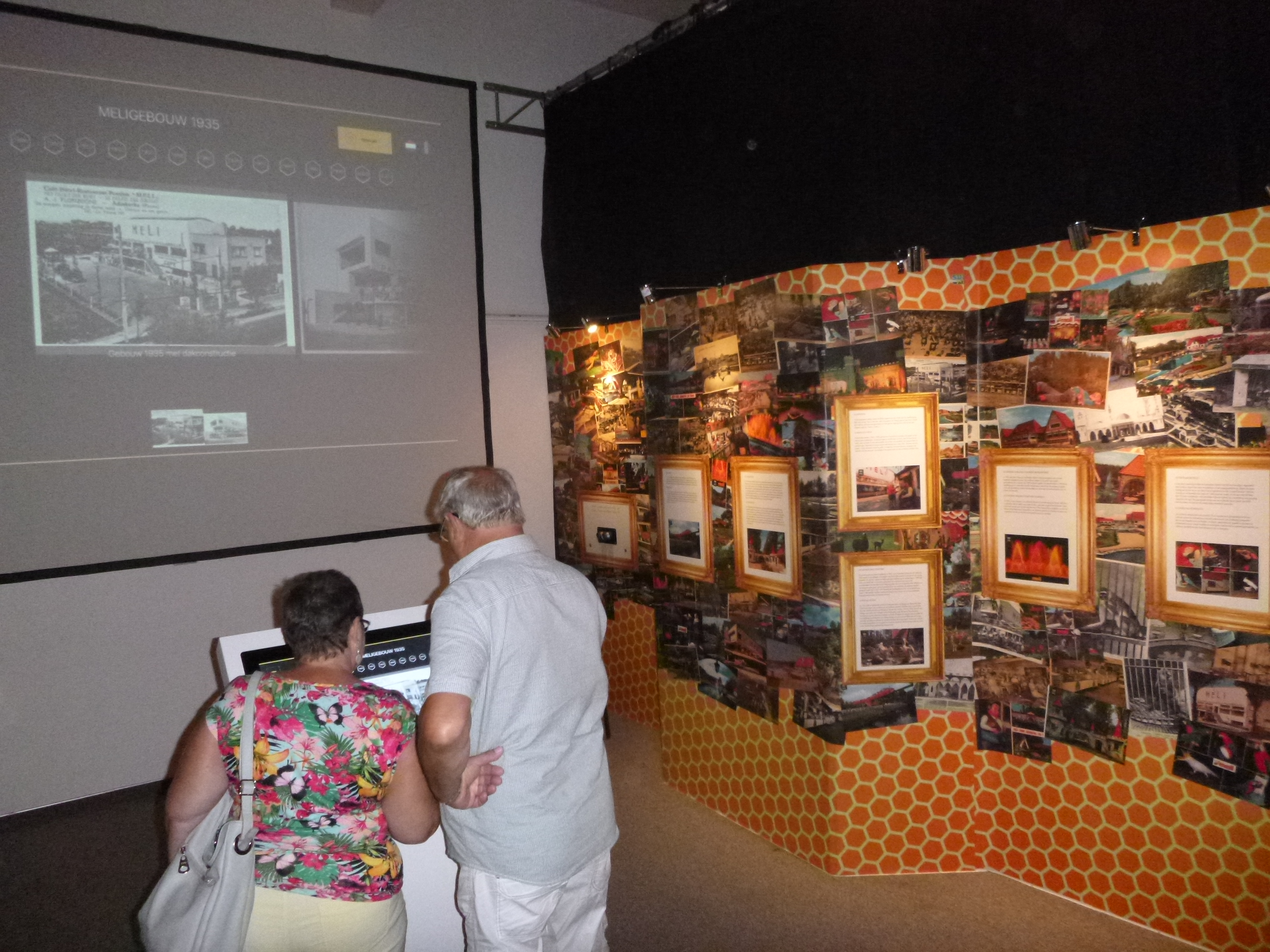

## Shows
- De Papegaaienshow.
- De Zingende en Dansende Fonteinen: een harmonisatie van geluid, licht, kleur en bewegende fonteinen uit het jaar 1956. Het Meli Park presenteerde deze attractie eerst in de sprookjestuin, later in de grote inkomhal. In 1996 kreeg deze attractie een tweede leven, binnen de bekende aqualasershow van Meli Park. De muziek was afkomstig van een hammondorgel. Eerst was dit een live-gebeuren, later werd de muziek op band gezet en afgespeeld.